# Óscar Bonilla (fotógrafo)
Oscar Bonilla (Montevideo, 1947) es un fotógrafo, artista visual, comunicador y profesor uruguayo.

## Biografía
Residió en Suecia entre 1974 y 1986, donde estudió en el Instituto de Sociología de la Universidad de Lund, recibiéndose de licenciado en comunicación.
Fue docente de fotografía en la Universidad ORT Uruguay, Escuela de Cine de Cinemateca Uruguaya, Instituto Goethe y Escuela de Cine del Centro Cultural Dodecá. Trabajó en el semanario Brecha. En 2009 fue galardonado con el Premio Morosoli. En septiembre de 2019 publicó el libro 100 retratos de la cultura uruguaya con prólogo de Hugo Achugar.

## Libros
- 2019, 100 retratos de la cultura uruguaya